# Lemanskiïta
La lemanskiïta és un mineral de la classe dels fosfats. Rep el nom per Chester S. Lemanski, Jr. (n. 1947), un col·leccionista de Nova Jersey, EUA, expresident de la Franklin-Ogdensburg Mineralogical Society i membre de la junta del Franklin Mineral Museum.

## Característiques
La lemanskiïta és un arsenat de fórmula química NaCaCu₅(AsO₄)₄Cl·3H₂O. Va ser aprovada com a espècie vàlida per l'Associació Mineralògica Internacional l'any 1999. Cristal·litza en el sistema tetragonal. La seva duresa a l'escala de Mohs es troba entre 2 i 3.
Segons la classificació de Nickel-Strunz, la lemanskiïta pertany a «08.DG - Fosfats, etc, amb cations de mida mitjana i gran, (OH, etc.):RO₄ < 0,5:1» juntament amb els següents minerals: lavendulana, sampleïta, shubnikovita i zdenĕkita.

## Formació i jaciments
Va ser descoberta a la mina El Guanaco, situada a la localitat de Taltal, dins la província d'Antofagasta (Antofagasta, Xile). També ha estat descrita a Bolívia, Espanya, Grècia i l'Iran. Es troba a la zona oxidada de dipòsits d'or rics en enargita en un ambient àrid.